# Os Ratos da Inquisição
Os Ratos da Inquisição é um livro de 1883, lançado no Porto, escrito por António Serrão de Castro e editado por Ernesto Chardron, no qual nos é dado a conhecer, através do testemunho do autor, o modo como o Santo Ofício agia perante os prisioneiros, na sua maioria judeus.

## Desenvolvimento
Esta foi a primeira e única obra deste autor do século XVII. Apesar de ter sido apresentada ao público somente em 1883, por Camilo Castelo Branco, o seu tempo de escrita foi, na verdade, dois séculos antes, entre os anos de 1672-1682, o período em que esteve preso sob ordens da Inquisição.
Camilo Castelo Branco dedica-se ao estudo do legado de Serrão de Castro e, examinando artigos registados pela Academia dos Singulares consegue preencher lacunas acerca da biografia do poeta em questão. Assim, finalizando a sua pesquisa, Camilo redige o prefácio do livro Os Ratos da Inquisição, apresentando aí dados biográficos do poeta judeu até então desconhecidos.
No ano de 1981, a obra é reeditada por Manuel João Gomes, na qual são feitas algumas atualizações ortográficas e biográficas e ainda, lhe é anexada dois textos em prosa, os quais se acreditam ser de Serrão de Castro, intitulados de A donzela por pensamento e O gigante sonhado que circulavam nos séculos XVII e XVIII por Lisboa sem autor identificado.

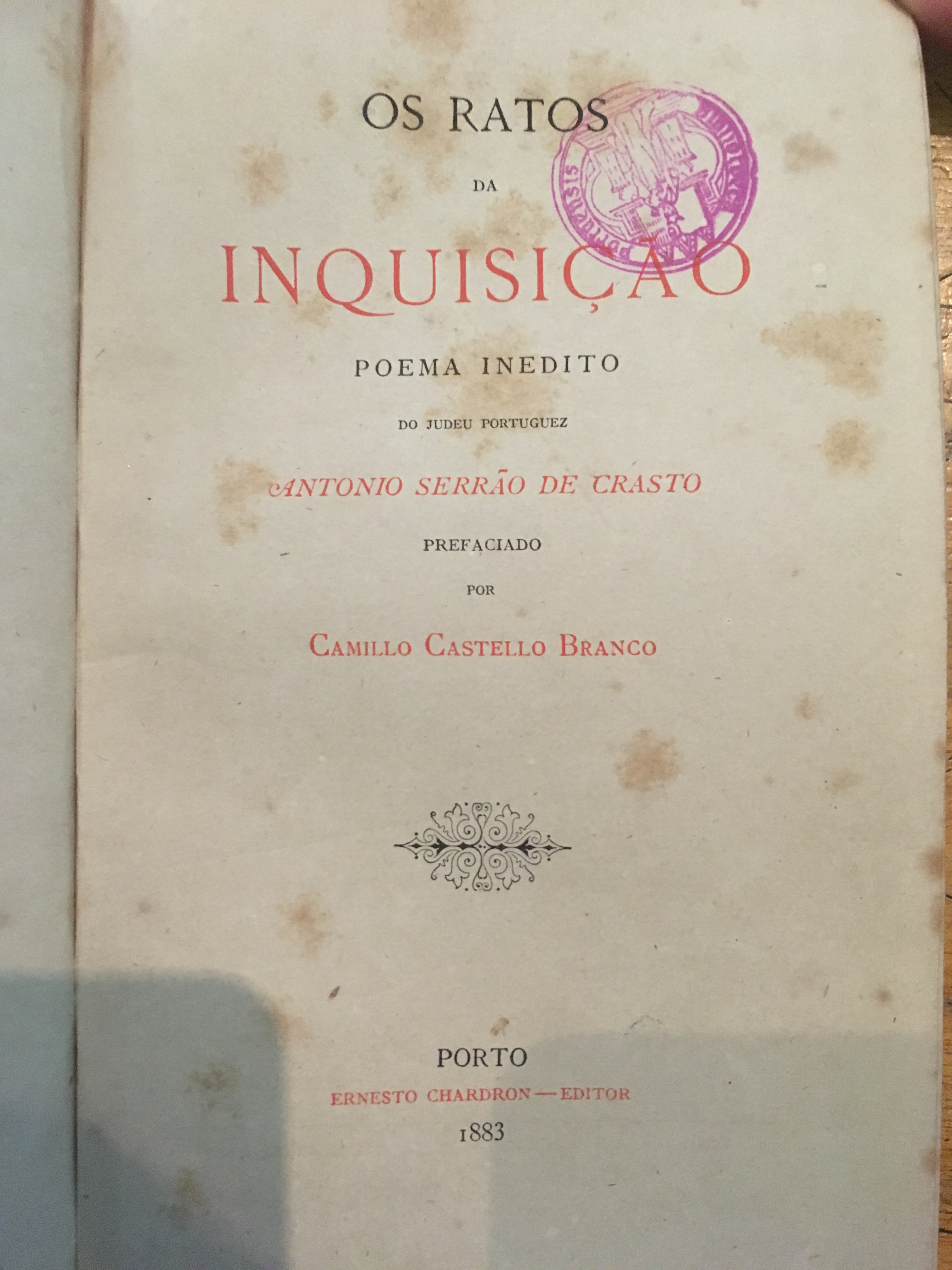
Página de rosto da primeira edição da obra

## História
Os versos de António Serrão de Castro desvendam a vida dos prisioneiros acusados, na sua maioria, de praticarem outra religião que não a cristã, nomeadamente, o judaísmo. Além disso, a erudição era vista como um atendado ao poder religioso. Aqueles que fossem considerados hereges eram perseguidos pelos inquisidores e encarcerados até que o Tribunal do Santo Ofício determinasse a sentença dos acusados que, geralmente, seria morte na fogueira no auto-de-fé. No caso do poeta, a sua recusa em denunciar outros judeus levou a que a sua família fosse capturada e torturada e assim, a um prolongamento do seu sofrimento.
Toda a situação trágica que os envolveu levou a que Serrão de Castro começasse a escrever acerca da sua vivência, escondendo nos seus monótonos versos a verdade, uma dura e odiosa critica àquela que foi uma poderosa instituição que existiu em Portugal entre o século XVI e meados do XIX. Na obra, os inquisidores eram os ratos que infestavam as celas e que se serviam da situação frágil dos cárceres.
O testemunho deixado nos seus versos mostra que a escrita foi o método que o poeta encontrou para sobreviver a todo o sofrimento que lhe era infligido. Adotando um tom sarcástico e jocoso, o Santo Ofício é satirizado curando, de certo modo, a dor e salvando-o do caminho da loucura e suicídio.
Os inquisidores acreditavam que o ócio e solidão das celas levaria a que os prisioneiros quisessem falar e admitir serem culpados, contudo, no caso de António Serrão de Castro sucedeu-se o contrário e “poeta, o ócio me fez” afirma ele.

## Opiniões de outros escritores
Este poeta seiscentista, com uma experiência de vida conturbada, era para muitos um medíocre e monótono escritor, porém, para outros um dos mais marcantes do século XVII.  Foram vários os escritores que mencionaram António Serrão de Castro como, por exemplo, José Maria da Costa e Silva no seu Ensaio biográphico-crítico sobre os melhores poetas portuguezes; Fidelino de Figueiredo em História da Literatura Portuguesa; Jacinto Prado Coelho no seu Dicionário das literaturas Portuguesa, Brasileira e Galega; As tábuas do painel de um auto da autoria de Heitor Gomes Teixeira ou ainda; Luiz Nazário em Autos-de-fé como espectáculos de massa.